# 뉴조지아섬

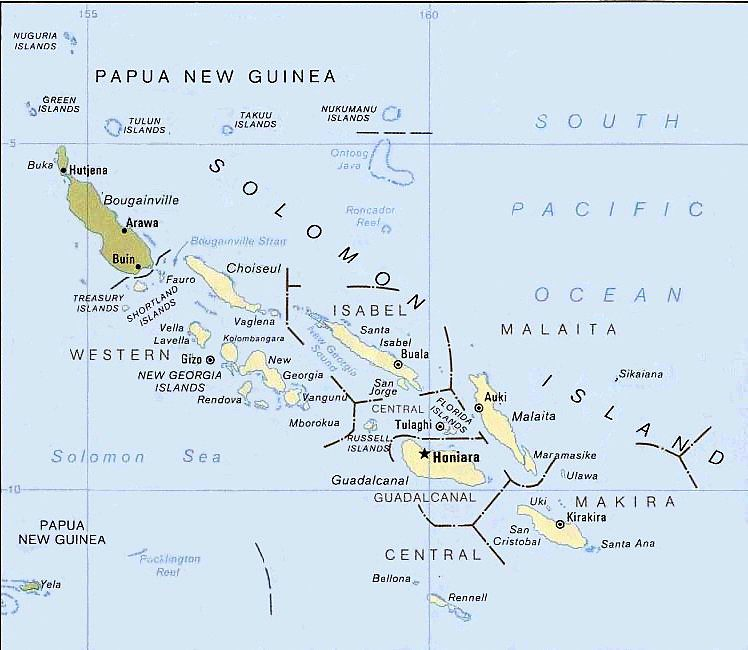
솔로몬 제도 전도

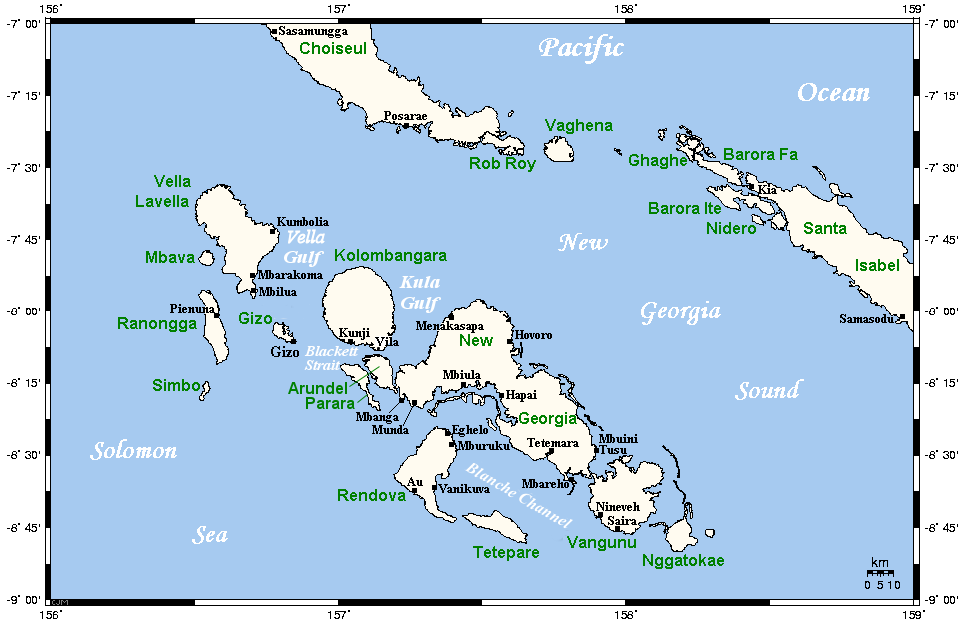
뉴조지아 제도(중앙에 있는 섬이 뉴조지아섬)

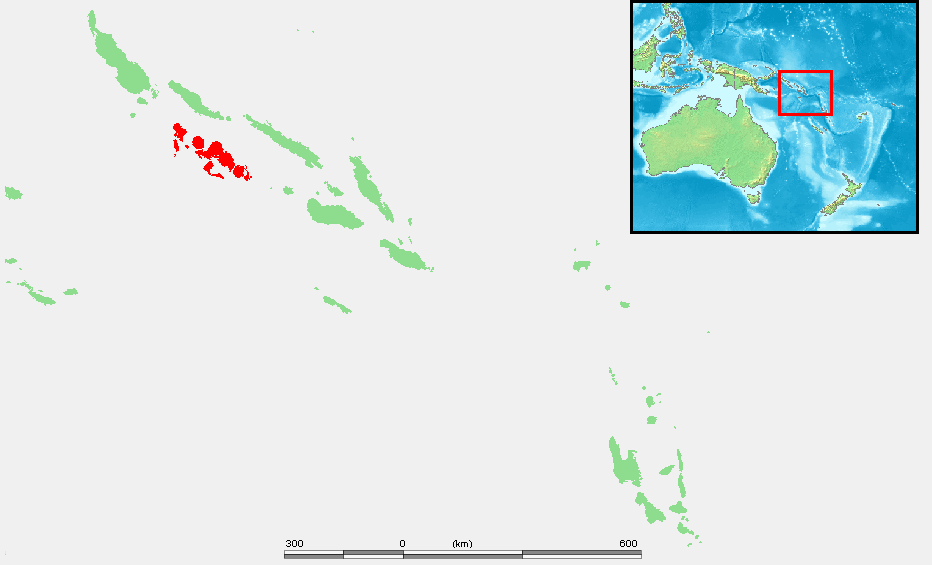
뉴조지아섬

뉴조지아섬(New Georgia Island)는 솔로몬 제도 서부주에서 가장 큰 섬으로, 뉴조지아 제도에 속하며 길이는 최장 72km이다. 뉴조지아 해협의 남쪽 경계를 이루고 있고 서쪽으로는 쿨라만을 경계로 콜롬방가라섬과 접해 있으며 동쪽으로는 방구누섬, 남쪽으로는 블랜치 해협을 경계로 렌도바섬과 접한다. 뉴조지아섬에 구사하는 주민들은 10가지 언어를 구사할 줄 아는데 이들이 사용하는 언어는 뉴조지아어에 속한다.